# باشگاه فوتبال کونکورد رانجرز
باشگاه فوتبال کونکورد رانجرز (به انگلیسی: Concord Rangers Football Club) یک باشگاه فوتبال در شهر جزیره کنوی، کشور انگلستان است که در سال ۱۹۶۷ میلادی تأسیس شده‌است.